# Вайсспорт (Пенсільванія)
Вайсспорт (англ. Weissport) — місто (англ. borough) в США, в окрузі Карбон штату Пенсільванія. Населення — 413 особи (2020).

## Географія
Вайсспорт розташований за координатами 40°49′44″ пн. ш. 75°42′3″ зх. д. / 40.82889° пн. ш. 75.70083° зх. д. (40.829014, -75.700874).  За даними Бюро перепису населення США в 2010 році місто мало площу 0,41 км², з яких 0,35 км² — суходіл та 0,06 км² — водойми.

## Демографія
Згідно з переписом 2010 року, у селищі мешкало 412 осіб у 166 домогосподарствах у складі 108 родин. Густота населення становила 1014 осіб/км².  Було 187 помешкань (460/км²).
Расовий склад населення:
| - 93,4 % — білих - 1,2 % — азіатів - 1,0 % — чорних або афроамериканців - 0,5 % — корінних американців - 1,9 % — осіб інших рас |

До двох чи більше рас належало 1,9 %. Частка іспаномовних становила 5,3 % від усіх жителів.
За віковим діапазоном населення розподілялося таким чином: 21,4 % — особи молодші 18 років, 68,2 % — особи у віці 18—64 років, 10,4 % — особи у віці 65 років та старші. Медіана віку мешканця становила 38,5 року. На 100 осіб жіночої статі у селищі припадало 91,6 чоловіків;  на 100 жінок у віці від 18 років та старших — 98,8 чоловіків також старших 18 років.
Середній дохід на одне домашнє господарство  становив 36 920 доларів США (медіана — 25 625), а середній дохід на одну сім'ю — 44 000 доларів (медіана — 41 250). За межею бідності перебувало 25,7 % осіб, у тому числі 34,3 % дітей у віці до 18 років та 13,6 % осіб у віці 65 років та старших.
Цивільне працевлаштоване населення становило 152 особи. Основні галузі зайнятості: виробництво — 22,4 %, освіта, охорона здоров'я та соціальна допомога — 19,1 %, роздрібна торгівля — 13,2 %, мистецтво, розваги та відпочинок — 10,5 %.